# Paweł Biedziak
Paweł Biedziak (ur. 22 lutego 1961 w Ostrzeszowie) – polski ekspert public relations, policjant i dziennikarz oraz rzecznik prasowy Komendy Głównej Policji i Najwyższej Izby Kontroli, obecnie radca prezesa NIK.

## Życiorys
Absolwent I Liceum Ogólnokształcącego w Ostrzeszowie (matura 1980), harcerz i drużynowy 4 DH w szczepie „Watra”. 
Odbył studia magisterskie oraz doktoranckie w zakresie filozofii i teologii na Papieskim Wydziale Teologicznym w Poznaniu (obecnie Wydział Teologii UAM). W latach 1986–1991 jako duchowny kościoła katolickiego był duszpasterzem młodzieży w Rogoźnie Wlkp. a następnie duszpasterzem akademickim na poznańskim poligrodzie przy parafii św. Rocha w Poznaniu, oraz krótko w parafii św. Antoniego w Ostrowie Wielkopolskim. 
Po opuszczeniu stanu duchownego w sierpniu 1991 roku, związany z Kościołem Zielonoświątkowym, autor publikacji w czasopiśmie „Chrześcijanin” oraz w portalu nieboiziemia.pl. Od roku 2019 jest dyrektorem Stołecznego Instytutu Biblijnego. 
W grudniu 1991 roku wstąpił do Policji. Zajmował się problematyką nieletnich. W latach 1994–1997 rzecznik komendanta wojewódzkiego Policji w Szczecinie, od listopada 1997 rzecznik kolejnych czterech komendantów głównych Policji oraz od 2005 roku redaktor naczelny miesięcznika Policja 997. Karierę w Policji skończył w styczniu 2007 roku.
Od lutego 2007 do lutego 2009 roku był zastępcą redaktora naczelnego „Super Expressu” oraz współautorem 13 filmów dokumentalnych o historii polskiej Policji (Zbrodnie niedoskonałe). 2 marca 2009 roku został rzecznikiem prasowym Najwyższej Izby Kontroli. 24 września 2015 roku przestał pełnić obowiązki rzecznika prasowego NIK, zajmując stanowisko Radcy Prezesa NIK, które pełni do dzisiaj.
Prowadził zajęcia z zakresu komunikacji społecznej na studiach podyplomowych Public Relations w Wyższej Szkole Europejskiej im. ks. Józefa Tischnera w Krakowie oraz w Wyższej Szkole Teologiczno-Społecznej w Warszawie. 
Laureat nagrody Łeb PR 2007 przyznawanej przez Polskie Stowarzyszenie Public Relations, członek Akademii Ekspertów PR.

## Odznaczenia
- Srebrny Krzyż Zasługi (2000)[9]